# Processeur Sycamore

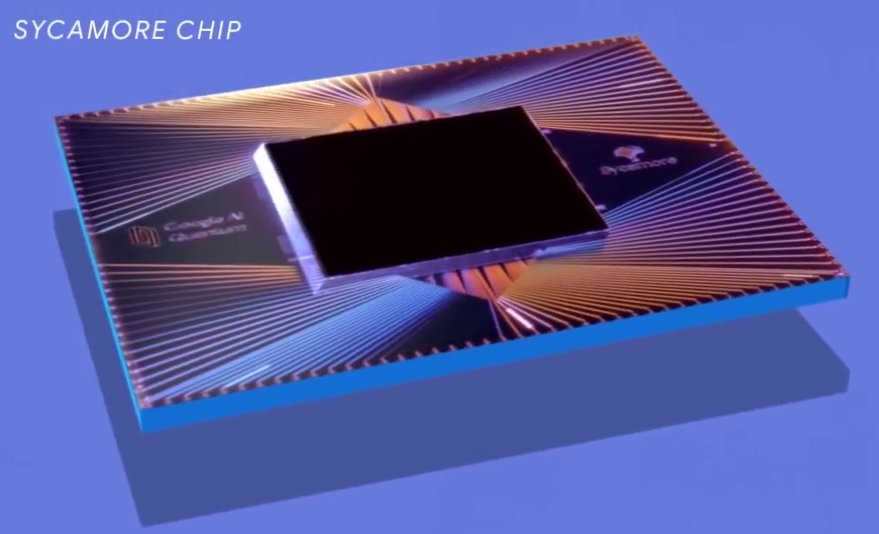
Le processeur Sycamore

Sycamore est un processeur quantique créé par la division Intelligence artificielle de Google. Il a 70 qubits.
En 2019, Sycamore a réalisé une tâche informatique en 200 secondes qui, selon Google, dans un article publié dans Nature, prendrait 10 000 ans à un supercalculateur à la pointe de la technologie. Ainsi, Google prétendait avoir atteint la suprématie quantique. Pour estimer le temps que prendrait un superordinateur classique, Google a exécuté des parties de la simulation du circuit quantique sur le Summit, l'ordinateur classique le plus puissant au monde,,,. Plus tard, IBM a fait un contre-argument, affirmant que la tâche ne prendrait que 2,5 jours sur un système classique comme Summit,. Si les affirmations de Google sont confirmées, cela représenterait alors un bond exponentiel de la puissance de calcul,,,.
En août 2020, des ingénieurs quantiques travaillant pour Google ont rapporté avoir effectué la plus grande simulation chimique sur un ordinateur quantique - une approximation Hartree-Fock en utilisant la puce Sycamore associée à un ordinateur classique qui a analysé les résultats pour fournir de nouveaux paramètres pour le système à 12 qubits,,.
En avril 2021, des chercheurs travaillant avec Sycamore ont rapporté qu'ils étaient capables de réaliser l'état fondamental du code de Kitaev (ou code torique), un état topologiquement ordonné, avec 31 qubits. Ils ont montré les propriétés d'intrication à longue portée de l'état, en mesurant l'entropie topologique non nulle, en simulant l'interférométrie anyon ainsi que leurs statistiques de tressage, et en préparant un code de correction d'erreur quantique topologique avec un qubit logique.
En juillet 2021, une collaboration composée de Google et de plusieurs universités a signalé l'observation d'un cristal à temps discret sur le processeur Sycamore. La puce de 20 qubits a été utilisée pour obtenir une configuration de localisation à plusieurs corps de spins ascendants et descendants. La configuration a été stimulée avec un laser pour obtenir un système " Floquet " à entraînement périodique où tous les spins vers le haut sont inversés vers le bas et vice versa dans des cycles périodiques qui sont des multiples des cycles du laser. Aucune énergie n'a été absorbée par le laser, de sorte que le système est resté dans un ordre d'état propre protégé,.